# 馬洛島湯鯉
馬洛島湯鯉（學名：Kuhlia malo），為輻鰭魚綱鱸形目鱸亞目湯鯉科的其中一種，分布於大洋洲法屬玻里尼西亞淡水水域，本魚體橢圓而側扁，眼大，下頷突出，體色銀色，背部有黑色小圓斑，尾鰭叉形後緣和葉尖寬黑色，尾鰭中央部分白色，帶有黑色條紋，背鰭硬棘10枚；背鰭軟條11-12枚；臀鰭硬棘3枚；臀鰭軟條11-13枚，體長可達13.7公分，棲息在溪流底中層水域，生活習性不明。